# Villepail
Villepail település Franciaországban, Mayenne megyében. Lakosainak száma 192 fő (2022. január 1.). Villepail Saint-Cyr-en-Pail, Crennes-sur-Fraubée, Javron-les-Chapelles és Pré-en-Pail-Saint-Samson községekkel határos.

## Népesség
A település népessége az elmúlt években az alábbi módon változott:
| Lakosok száma | 337  | 232  | 219  | 192  | 183  | 174  | 177  | 185  | 188  | 192  |
|               | 1968 | 1982 | 1990 | 2006 | 2013 | 2015 | 2017 | 2019 | 2020 | 2022 |